# Рожновиці (Малопольське воєводство)
Рожновиці (пол. Rożnowice) — село в Польщі, у гміні Беч Горлицького повіту Малопольського воєводства.
Населення — 1434 особи (2011).
У 1975-1998 роках село належало до Кросненського воєводства.

## Назва
Польський уряд 19 серпня 1949 р. змінив назву села з «Розембарк» (Rozembark) на «Рожновиці» (Rożnowice).

## Демографія
Демографічна структура станом на 31 березня 2011 року:
|          | Загалом | Допрацездатний вік | Працездатний вік | Постпрацездатний вік |
| -------- | ------- | ------------------ | ---------------- | -------------------- |
| Чоловіки | 696     | 158                | 452              | 86                   |
| Жінки    | 738     | 174                | 390              | 174                  |
| Разом    | 1434    | 332                | 842              | 260                  |